# Nørre Vorupør
Nørre Vorupør – miasto w Danii, w regionie Jutlandia Północna, w gminie Thisted.